# بره لتانگ
بره لتانگ (به فرانسوی: Berre-l'Étang) یک کمون در فرانسه است که در بوش-دو-رون واقع شده‌است. بره لتانگ ۴۳٫۶۴ کیلومتر مربع مساحت دارد ۵ متر بالاتر از سطح دریا واقع شده‌است.